# Eremaeus oblongus
Eremaeus oblongus är en spindeldjursart som beskrevs av Carl Ludwig Koch 1836. Eremaeus oblongus ingår i släktet Eremaeus, och familjen Eremaeidae. Arten är reproducerande i Sverige.